# El prisionero de las estrellas
El prisionero de las estrellas es una serie de historieta de ciencia ficción, obra del autor español Alfonso Font. Fue la segunda que realizó como autor completo dentro de este género tras Cuentos de un futuro imperfecto (1980). 

## Trayectoria editorial
El prisionero de las estrellas se publicó en España originalmente en los números 22 a 34 de la revista Cimoc.
Su segunda parte, titulada El paraíso flotante, se publicó en los números 65 a 70 de la misma revista, con color de Marta Cardona.
Norma Editorial recopiló la serie en dos álbumes monográficos:
- El prisionero de las estrellas (1985, Colección BN núm. 2);
- El paraíso flotante (1988, Colección Cimoc Extra Color núm. 40).